# Кипхардт, Хайнар
Ге́нрих Мауритиус Кипхардт (нем. Heinrich Mauritius Kipphardt, или Хайнар Кипхардт, нем. Heinar Kipphardt; 8 марта 1922, Хайдерсдорф, Силезия, Германия, ныне Лагевники, Польша — 18 ноября 1982, Мюнхен, Бавария, Германия) — немецкий писатель. Доктор психологии.

## Биография
Родился в семье известного врача Генриха Кипхардта (1897—1977) и его супруги Эльфриды. Следуя семейной традиции, окончил медицинский факультет Боннского университета. Во время Третьего рейха подвергался преследованиям. Автор пьес, романов, сценариев.

## Пьесы
- 1951 Fremd stirbt ein junger Bruder
- 1951 Späte Erkenntnis
- 1952 Entscheidungen
- 1953 Shakespeare dringend gesucht
- 1956 Der Aufstieg des Alois Piontek
- 1961 Die Stühle des Herrn Szmil
- 1962 Собака генерала / Der Hund des Generals
- 1964 Дело Роберта Оппенгеймера / In der Sache J. Robert Oppenheimer
- 1964 Die Ganovenfresse
- 1965 Joel Brand, die Geschichte eines Geschäfts
- 1967 Die Nacht, in der der Chef geschlachtet wurde
- 1968 Die Soldaten
- 1970 Sedanfeier
- 1977 In der Sache J. Robert Oppenheimer
- 1980 März, ein Künstlerleben
- 1980 Aus Liebe zo Deutschland
- 1982 Bruder Eichmann

## Романы
- 1976 Мерц / März
- 1977 Дезертир / Der Deserteur
- 1977 Герой дня / Der Мann des Tages und andere Erzählungen
- 1978 Rapp, Heinrich
- 1981 Traumprotokolle

## Сценарии
- 1955 — Безумные среди нас / Blázni mezi námi (по собственному рассказу)
- 1975 — Жизнь полоумного поэта Александра Мерца / Das Leben des schizophrenen Dichters Alexander März (ТВ)

## Награды
- 1962 — Премия памяти Шиллера
- 1964 — приз Герхарта Гауптмана
- 1965 — Grimme-Preis
- Национальная премия ГДР